# Зегужань
Зегужань, Зегужані (рум. Zegujani) — село у повіті Мехедінць в Румунії. Входить до складу комуни Флорешть.
Село розташоване на відстані 255 км на захід від Бухареста, 27 км на північний схід від Дробета-Турну-Северина, 89 км на північний захід від Крайови.

## Населення
За даними перепису населення 2002 року у селі проживали 658 осіб, з них 657 осіб (99,8%) румунів. Усі жителі села рідною мовою назвали румунську.